# 国鉄タキ8000形貨車
国鉄タキ8000形貨車（こくてつタキ8000がたかしゃ）は、かつて日本国有鉄道（国鉄）および1987年（昭和62年）4月の国鉄分割民営化後は日本貨物鉄道（JR貨物）に在籍した私有貨車（タンク車）である。
本形式から改造され別形式となったタサ6000形、タキ16300形についても本項目で解説する。

## タキ8000形
タキ8000形は、ホルマリン専用の30t 積タンク車として1960年（昭和35年）から1968年（昭和43年）にかけて11ロット26両（アコタキ8000 - コタキ8025）が日立製作所、三菱重工業、富士重工業にて製作された。また1969年（昭和44年）には2両（コタキ8026・コタキ8027）が汽車製造にてタ580形（タ597・タ1588）より改造の上本形式に編入された。以上合計12ロット28両が製作された。
全長 12 m 以下の車の記号番号表記は、特殊標記符号「コ」を前置し「コタキ」と標記する。又アルミニウム製の車は更に「ア」を前置し「アコタキ」と標記する。車体には「純アルミ」、「連結注意」と標記された。
1979年（昭和54年）10月より化成品分類番号「96」（有害性物質、毒性のあるもの）が標記された。
本形式の他にホルマリンを専用種別とする形式には、タ3050形、タム3050形、タサ5100形、タキ9700形、タキ14900形の5形式が存在した。
落成時の所有者は、日本水素工業、三菱化成工業、東洋高圧工業、三井物産、住友化学工業、三菱江戸川化学であった。
日本水素工業所有車は1960年（昭和35年）9月28日に5両（アコタキ8002 - アコタキ8006）が三菱商事へ、1971年（昭和46年）6月5日に4両（アコタキ8000、アコタキ8001、コタキ8012、コタキ8013）が日本化成へそれぞれ名義変更された。
三菱江戸川化学所有車は1971年（昭和46年）12月17日に7両（コタキ8021 - コタキ8027）が三菱瓦斯化学へ名義変更された。
住友化学工業所有車は1972年（昭和47年）9月1日に1両（コタキ8016）、1973年（昭和48年）1月24日に1両（コタキ8015）が日本石油輸送へ名義変更された。
タンク体はロットによりさまざまな形態がありアルミニウム製、ステンレス鋼製の2種類の材質があった。更に一部のステンレス鋼製のものはで厚さ50mmのグラスウール断熱材を巻き、薄鋼板製のキセ（外板）が設置された。
荷役方式はタンク上部にある積込口からの上入れ、吐出管からの下出し式である。
車体色は銀色又は黒色、寸法関係はロットにより若干の違いがあり代表的なものとして全長は11,200mm、全幅は2,540mm、全高は3,795mm、台車中心間距離は7,800mm、自重は17.2t、換算両数は積車4.5、空車1.8であり、台車はベッテンドルフ式のTR41C、TR41Bである。
1987年（昭和62年）4月の国鉄分割民営化時には21両（アコタキ8000 - アコタキ8006、タキ8010 - コタキ8014、コタキ8016、コタキ8017、コタキ8021 - コタキ8027）がJR貨物に継承されたが、2000年（平成12年）11月に最後まで在籍した5両（コタキ8022 - コタキ8026）が廃車となり同時に形式消滅となった。

### 年度別製造数
各年度による製造会社と両数、所有者は次のとおりである。（改造車は改造所、所有者は落成時の社名）
- 昭和34年度 - 2両
  - 日立製作所 2両 日本水素工業（アコタキ8000・アコタキ8001）
- 昭和35年度 - 7両
  - 三菱重工業 5両 日本水素工業（アコタキ8002 - アコタキ8006）
  - 三菱重工業 2両 三菱化成工業（タキ8007・タキ8008）
- 昭和36年度 - 2両
  - 三菱重工業 2両 三菱化成工業（タキ8009・タキ8010）
- 昭和37年度 - 5両
  - 日立製作所 1両 東洋高圧工業（コタキ8011）
  - 日立製作所 2両 日本水素工業（コタキ8012・コタキ8013）
  - 富士重工業 2両 三井物産（コタキ8014・コタキ8015）
- 昭和39年度 - 5両
  - 三菱重工業 2両 住友化学工業（コタキ8016・コタキ8017）
  - 富士重工業 3両 三井物産（コタキ8018 - コタキ8020）
- 昭和41年度 - 1両
  - 三菱重工業 1両 三菱江戸川化学（コタキ8021）
- 昭和42年度 - 4両
  - 三菱重工業 4両 三菱江戸川化学（コタキ8022 - コタキ8025）
- 昭和44年度 - 2両
  - 汽車製造 2両 三菱江戸川化学（コタキ8026・コタキ8027、タ597・タ1588よりの改造）

## タサ6000形
タサ6000形は、プロピオンアルデヒド専用の22t 積タンク車として1969年（昭和44年）7月11日に1両（タサ6000）が三菱重工業にてタキ8000形（タキ8009）より改造製作された。本形式は1両のみの存在であった。
本形式の他にプロピオンアルデヒドを専用種別とする形式には例がなく唯一の存在であった。
所有者は、三菱化成工業でありその常備駅は三重県の塩浜駅であったがその後水島臨海鉄道港東線の東水島駅に移動になった。
1979年（昭和54年）10月より化成品分類番号「燃31」（燃焼性の物質、引火性液体、危険性度合2（中））が標記された。
タンク体は、種車のものを流用したが断熱材、薄鋼板製のキセ（外板）が撤去されステンレス製のタンク体のみとなった。
荷役方式は上出し式に改造された。荷降ろしの際には加圧空気を併用した。
車体色は銀色、寸法関係は全長は12,100mm、全幅は2,530mm、全高は3,787mm、台車中心間距離は8,000mm、自重は16.7t、換算両数は積車4.0、空車1.8であり、台車はベッテンドルフ式のTR41Cであった。
1987年（昭和62年）4月の国鉄分割民営化時には車籍がJR貨物に継承されたが、1993年（平成5年）7月に廃車となり同時に形式消滅となった。

## タキ16300形
タキ16300形は、プロピオン酸専用の27t 積タンク車として1969年（昭和44年）8月28日に2両（タキ16300・タキ16301）が三菱重工業にてタキ8000形（タキ8007・タキ8008）より改造製作された。
本形式の他にプロピオン酸を専用種別とする形式には、タキ750形の一形式が存在した。
所有者は、三菱化成工業でありその常備駅は三重県の塩浜駅であった。
タンク体は、種車のものを流用したが断熱材、薄鋼板製のキセ（外板）が撤去されステンレス製のタンク体のみとなった。
荷役方式は上出し式に改造された。荷降ろしの際には加圧空気を併用した。
車体色は銀色、寸法関係は全長は12,100mm、全幅は2,531mm、全高は3,787mm、台車中心間距離は8,000mm、自重は16.7t、換算両数は積車4.5、空車1.8であり、台車はベッテンドルフ式のTR41Cであった。
1981年（昭和56年）10月26日に最後まで在籍したタキ16301が廃車となり同時に形式消滅となった。改造より12年後と短命な形式であった。